# Cegielnia (powiat krotoszyński)
Cegielnia – wieś w Polsce położona w województwie wielkopolskim, w powiecie krotoszyńskim, w gminie Koźmin Wielkopolski.
W okresie Wielkiego Księstwa Poznańskiego (1815-1848) miejscowość należała do wsi większych w ówczesnym pruskim powiecie Krotoszyn w rejencji poznańskiej. Cegielnia należała do okręgu koźmińskiego tego powiatu i stanowiła część majątku Orla, którego właścicielem była wówczas Kozierowska. Według spisu urzędowego z 1837 roku wieś liczyła 144 mieszkańców, którzy zamieszkiwali 18 dymów (domostw).
W latach 1975–1998 miejscowość należała administracyjnie do województwa kaliskiego.
Zobacz też: Cegielnia Psucka, Cegielnia Ratowska, Cegielnia-Kosewo, Cegielnia-Rudki